# Cadillac Brougham
La Brougham è un'autovettura full-size di lusso prodotta dalla Cadillac dal 1987 al 1992.

## Il contesto
Il termine Brougham originariamente si riferiva ad un tipo di carrozza a quattro ruote che era trainata da uno o due cavalli. Poteva ospitare due o quattro passeggeri, e prese il nome dal politico britannico Henry Brougham. Quest'ultimo diventò famoso anche per aver dato al lungomare di Nizza il nome di Promenade des Anglais. Negli anni trenta, il nome fu dato ad un particolare tipo di carrozzeria automobilistica che possedeva la zona anteriore dell'abitacolo (tipicamente riservata all'autista) senza tetto, e la parte posteriore chiusa con tetto in metallo. Spesso questo tipo di carrozzeria aveva uno stile dalle linee affilate.
La Cadillac usò per la prima volta il nome Brougham per una berlina da 5/7 posti del 1916. Quando nel 1925 la Cadillac cominciò a proporre carrozzerie Fleetwood su alcuni suoi modelli, lo stile delle Brougham venne reinterpretato ogni anno in chiave Fleetwood, con l'eccezione del 1926. Dopo il 1937 il nome Brougham non fu applicato a nessun'altra Cadillac a causa dell'imminente scoppio della seconda guerra mondiale, che costrinse le aziende delle nazioni partecipanti al conflitto a convertire i propri impianti nella produzione bellica.
Il nome Brougham ricomparve nel 1955 sulla show car Cadillac Eldorado Brougham, che precedette l'Eldorado Brougham quattro porte hard-top prodotta dal 1957 al 1960. La Cadillac Serie 70 Eldorado Brougham del 1957 si aggiunse alla Sixty Special ed alla Cadillac Serie 75, nel gruppo delle uniche Cadillac ad avere i corpi vettura fabbricati dalla Fleetwood, sebbene su questi ultimi non apparvero le scritte o gli stemmi identificativi della celebre carrozzeria.
Nel 1965 il nome Brougham riapparve come allestimento opzionale sulla Cadillac Sixty Special. L'anno seguente, la Brougham divenne una sottoserie della Fleetwood Sixty Special, e questo continuò fino al 1970. Dal 1971 la Sixty Special venne solo venduta con l'allestimento Brougham. Quando la Sixty Special venne tolta nel mercato nel 1977, la Cadillac Fleetwood Brougham prese il suo posto come berlina Cadillac più lussuosa. Questa situazione perdurò fino al 1986.
Dal 1987 al 1992 Brougham diventò il nome di un modello a sé stante. È stata l'ultima Cadillac ad essere prodotta senza gli airbag.

## La Cadillac Brougham (1987–1992)

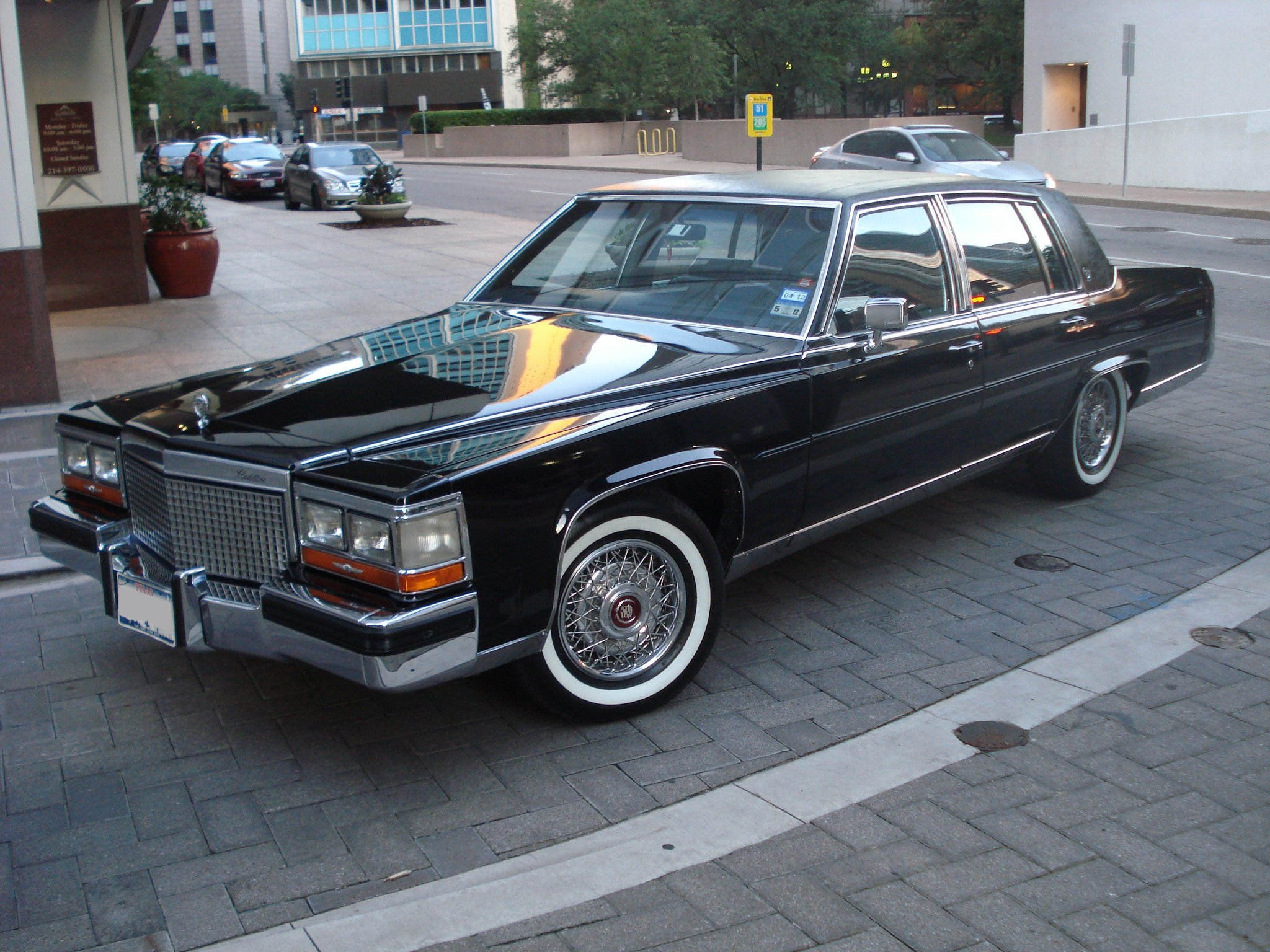
Una Cadillac Brougham del 1988

La Fleetwood Brougham, l'ultima vettura Cadillac a trazione posteriore, venne rinominata nel 1987 "Brougham". I due modelli erano pressoché identici. La Fleetwood venne introdotta nel 1985 come la prima di una nuova e più piccola stirpe di Cadillac a trazione anteriore, e la confusione attorno al nome Fleetwood venutasi a creare su due modelli molto diversi tra loro, richiese nel 1987 il cambio di denominazione della Fleetwood Brougham/Brougham.
Anche per la Brougham, l'allestimento opzionale "d'Elegance", che era commercializzato dagli anni settanta, offriva diverse caratteristiche lussuose alla vettura, inclusi i sedili con rivestimento trapuntato a bottoni e plafoniere per la zona posteriore dell'abitacolo. La Brougham, che era a trazione posteriore e motore anteriore, era disponibile in una versione limousine fabbricata da alcuni carrozzieri.
L'assemblaggio della Cadillac Brougham venne eseguito a Detroit, nel Michigan, dal 1985 al 1987; alcuni esemplari del model year 1988 vennero prodotti nello stabilimento citato nel 1987. All'inizio del 1988, e fino al 1992, le Brougham vennero invece assemblate ad Arlington, nel Texas.
Le Brougham prodotte a Detroit per il model year 1988, sebbene rare, sono dei veicoli commerciali che in genere hanno un motore V8 Oldsmobile 307 LG8 più potente e dei cambi differenti. Altre differenze sono nel montaggio del carburatore. Mentre queste vetture montavano tutte dei carburatori quadricorpo Rochester Quadrajet, le differenze stavano nella gestione elettronica di questi ultimi (utilizzata a Detroit) piuttosto che quella meccanica (utilizzata ad Arlington).
Nel 1987 le Brougham possedevano una calandra a maglie incrociate, mentre nel 1988 ne possedevano una che era in sostanza il ristampaggio della calandra del 1981. Nel 1989 la Brougham ebbe in dotazione una calandra a listelli verticali che era simile a quelle montate nel 1980, anche se la prima possedeva tre sezioni orizzontali, mentre le seconde ne avevano cinque. Nel 1990 la rivale Lincoln Town Car venne rivista, e quindi anche la Brougham fu oggetto di un restyling. La Brougham ricevette un cruscotto digitale all'interno, gruppi ottici anteriori compositi, fanali posteriori più moderni, modanature sui paraurti ed un nuovo motore V8 Chevrolet da 5,7 L di cilindrata. Le cinture di sicurezza anteriori montate sulle portiere diventarono di serie, anche se l'airbag lato guidatore non era offerto.
Nel 1991 il motore V8 Oldsmobile 307 LG8 da 5 L venne sostituito dal propulsore V8 Chevrolet ad iniezione elettronica da 5 L, che produceva 170 CV di potenza, mentre il motore V8 Chevrolet da 5,7 L erogava 185 CV. Nell'ultimo anno di produzione, il 1992, i modelli non furono oggetto di cambiamenti importanti.
La Brougham era costruita sul pianale D della General Motors ed era commercializzata solo in versione berlina quattro porte.

### L'opzione "Premiere Roof"

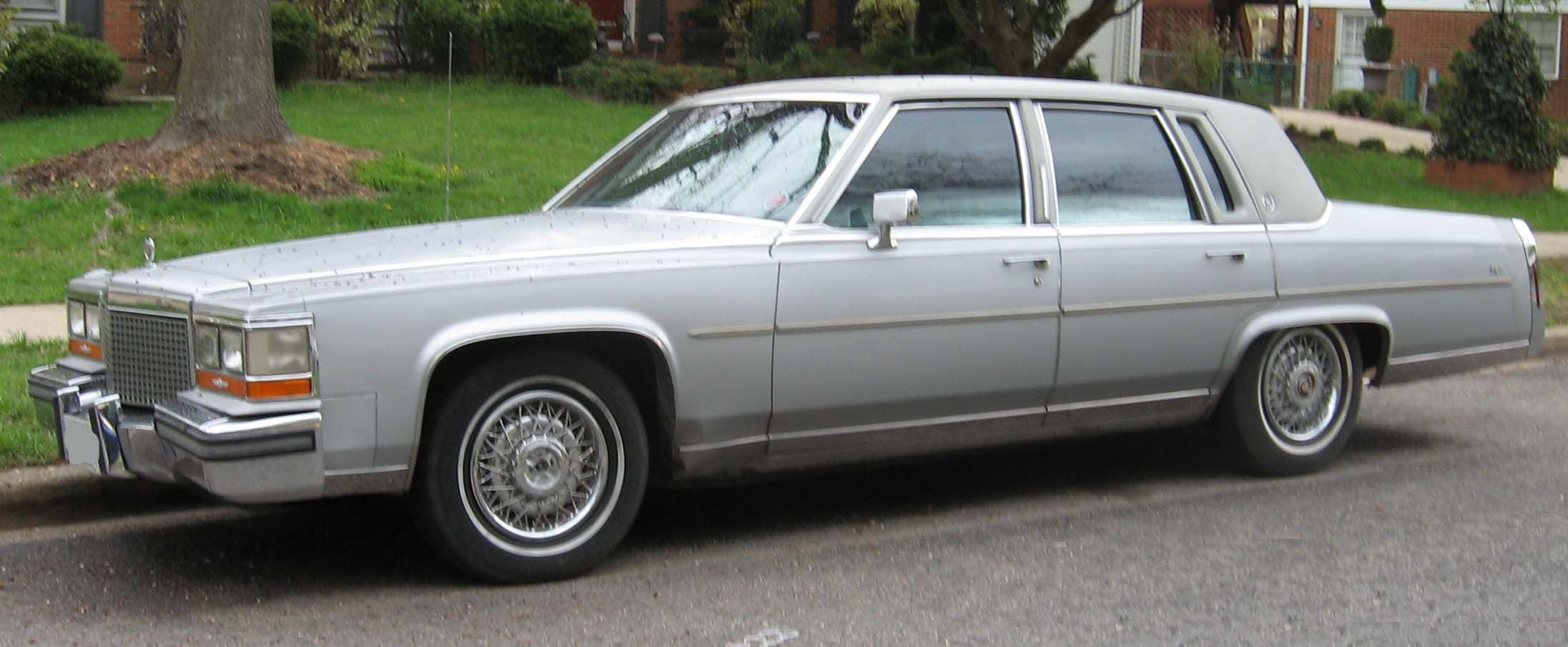
1988 Cadillac Brougham with Premiere Roof option

Già per la Fleetwood Brougham, un tettuccio in vinile era considerato un segno distintivo e lussuoso. Per la Brougham, nel 1988, venne introdotto il "Premiere Roof", cioè un optional che dava al modello un aspetto formale. Esso includeva una copertura in vinile che andava a ricoprire non solo l'intero tetto dell'auto, ma circondava anche il terzo finestrino laterale. Questo optional fu disponibile nel 1988 e nel 1989; diventò parte dell'offerta della Brougham nel 1990.

## Gruppo motopropulsore
I motori disponibili furono:
- 1987–1990: Oldsmobile L02, 5 L di cilindrata, V8, 140 CV di potenza;
- 1991–1992: Chevrolet FI,  5 L, V8, iniezione elettronica, 170 CV;
- 1990–1992: Chevrolet L05/LLO , 5,7 L, V8, iniezione elettronica, 175 CV.

Mentre i cambi furono:
- Turbo-Hydramatic 200-4R automatico a quattro rapporti (con il motore V8 Oldsmobile);
- Turbo-Hydramatic 4L60 automatico a quattro rapporti (con i motori V8 Chevrolet).

## Gli esemplari prodotti
| Anno                        | Unità                       |
| 1987                        | 65.504                      |
| 1988                        | 53.130                      |
| 1989                        | 40.264                      |
| 1990                        | 33.741                      |
| 1991                        | 27.231                      |
| 1992                        | 13.761                      |
| Produzione totale = 233.631 | Produzione totale = 233.631 |
| --------------------------- | --------------------------- |

## La Brougham nei media
- In ambito cinematografico, la Brougham compare nel film Hannibal.[9]
- In ambito videoludico, la Brougham compare nel videogioco Grand Theft Auto come Albany Emperor
- In ambito televisivo, la Brougham compare nel programma Top Gear.